# تفشي مرض في جنوب السودان عام 2021
في 14 ديسمبر 2021، أطلقت منظمة الصحة العالمية تحقيق في مرض غير معروف أدى إلى وفاة 89 شخص على الأقل في فانجاك، ولاية جونقلي، جنوب السودان. وقيل إن أعراض المرض هي السعال والإسهال والحمى والصداع وألم الصدر وآلام المفاصل وفقدان الشهية وضعف الجسم. وبحلول آخر تقرير عن المرض، في أواخر ديسمبر 2021، توفي 97 شخص بسبب المرض، وكان معظمهم من كبار السن أو دون سن 14 عام.

## تاريخه
في أوائل ديسمبر 2021، أعلنت وزارة الصحة في جنوب السودان عن عشرات الوفيات بسبب مرض غير محدد. وجاءت هذه التقارير في ظل فيضانات شديدة في المنطقة، مما دفع منظمة الصحة العالمية إلى إرسال فريق استجابة سريعة لجمع عينات من المرض. أظهرت العينات الأولية نتائج سلبية لمرض الكوليرا.